# Teodora Albon
Teodora Albon (Nagydisznód, 1977. december 2. –) román női nemzetközi labdarúgó-játékvezető. Polgári foglalkozása testneveléstanár.

## Pályafutása
A FRF JB minősítésével a Liga II, majd 2007-től a Liga I játékvezetője. Küldési gyakorlat szerint rendszeres 4. bírói, illetve alapvonalbírói szolgálatot is végez. A nemzeti női labdarúgó bajnokságban kiemelkedően foglalkoztatott bíró.
A Román labdarúgó-szövetség Játékvezető Bizottsága (JB) terjesztette fel nemzetközi játékvezetőnek, a Nemzetközi Labdarúgó-szövetség (FIFA) 2003-tól tartja nyilván női bírói keretében. A FIFA JB központi nyelvei közül a angolt beszéli. Az UEFA JB JB besorolása szerint első kategóriás bíró. Több nemzetek közötti válogatott (Női labdarúgó-világbajnokság, Női labdarúgó-Európa-bajnokság, Algarve-kupa), valamint UEFA Női Bajnokok Ligája klubmérkőzést vezetett, vagy működő társának 4. bíróként illetve alapvonalbíróként segített. Vezetett kupadöntők száma: 1.
A 2012-es U20-as női labdarúgó-világbajnokságon a FIFA JB bíróként alkalmazta.
| Időpont             | Helyszín                           | Mérkőzés típusa              | Mérkőzés               | Eredmény | Nézők száma |
| ------------------- | ---------------------------------- | ---------------------------- | ---------------------- | -------- | ----------- |
| 2012. augusztus 26. | Universiade Memorial Stadion, Kóbe | csoportmérkőzés (A. csoport) | Mexikó–Új-Zéland       | 4 – 0    | 4 659       |
| 2012. augusztus 20. | Big Arch Stadion, Hirosima         | csoportmérkőzés (D. csoport) | Ghána–Egyesült Államok | 0 – 4    | 2 582       |

A FIFA 2015 márciusában nyilvánosságra hozta annak a 29 játékvezetőnek (22 közreműködő valamint 7 tartalék, illetve 4. bíró) és 44 asszisztensnek a nevét, akik közreműködhettek Kanadában a 2015-ös női labdarúgó-világbajnokságon. A 9 európai játékvezető hölgy között szerepel a listán. A kijelölt játékvezetők és asszisztensek 2015. június 26-án Zürichben, majd két héttel a világtorna előtt Vancouverben vettek rész továbbképzésen, egyben végrehajtották a szokásos elméleti és fizikai Cooper-tesztet. Selejtező mérkőzéseket az UEFA zónában vezetett.
| Időpont              | Helyszín                        | Mérkőzés típusa                     | Mérkőzés                                | Eredmény | Nézők száma |
| -------------------- | ------------------------------- | ----------------------------------- | --------------------------------------- | -------- | ----------- |
| 2014. február 12.    | HaMoshava Stadion, Petah Tikva  | (2015 vb) előselejtező (3. csoport) | Izrael–Svájc                            | 0 – 5    | 100         |
| 2014. június 19.     | Városi Stadion, Krasznoarmejszk | (2015 vb) előselejtező (1. csoport) | Oroszország–Észak-Írország              | 0 – 0    | 700         |
| 2014. augusztus 21.  | Laugardalsvöllur, Reykjavík     | (2015 vb) előselejtező (1. csoport) | Izland–Dánia                            | 0 – 1    | 3395        |
| 2014. szeptember 17. | Gamla Ullevi Stadion, Göteborg  | (2015 vb) előselejtező (4. csoport) | Svédország–Skócia                       | 2 – 0    | 9104        |
| 2015. június 11.     | TD Place Stadion, Ottawa        | csoportmérkőzés (B. csoport)        | Németország–Norvégia                    | 1 – 1    | 18 987      |
| 2015. június 21.     | GSP Stadion, Moncton            | egyik nyolcaddöntő)                 | Brazília–Ausztrália                     | 0 – 1    | 12 054      |
| 2015. június 30.     | Olimpiai Stadion, Montréal      | egyik elődöntő                      | Ciprus–Északír női labdarúgó-válogatott | 2 – 0    | 51 176      |

A 2009-es U19-es női labdarúgó-Európa-bajnokságon az UEFA JB játékvezetőként foglalkoztatta.
| Időpont          | Helyszín                    | Mérkőzés típusa              | Mérkőzés                                    | Eredmény |
| ---------------- | --------------------------- | ---------------------------- | ------------------------------------------- | -------- |
| 2009. július 16. | Torpedo Stadion, Minszk     | csoportmérkőzés (A. csoport) | Svájc–Németország                           | 3 – 0    |
| 2009. július 19. | Traktor Stadion, Minszk     | csoportmérkőzés (B. csoport) | Norvégia–Svédország                         | 1 – 2    |
| 2009. július 25. | Gorodskoi Stadion, Bariszav | döntő                        | Svéd U19-es női labdarúgó-válogatott–Anglia | 0 – 3    |

A 2013-as női labdarúgó-Európa-bajnokságon az UEFA JB játékvezetőként foglalkoztatta.
| Időpont          | Helyszín                      | Mérkőzés típusa              | Mérkőzés                                  | Eredmény | Nézők száma |
| ---------------- | ----------------------------- | ---------------------------- | ----------------------------------------- | -------- | ----------- |
| 2013. július 10. | Örjans Vall Stadion, Halmstad | csoportmérkőzés (A. csoport) | Olaszország–Finnország                    | 0 – 0    | 3011        |
| 2013. július 14. | Guldfågeln Stadion, Kalmar    | csoportmérkőzés (B. csoport) | Norvég női labdarúgó-válogatott–Hollandia | 1 – 0    | 4256        |

A 2016. évi nyári olimpiai játékokon a FIFA JB bírói szolgálatra jelölte.
| Időpont             | Helyszín                                        | Mérkőzés típusa              | Mérkőzés                                              | Eredmény | Nézők száma |
| ------------------- | ----------------------------------------------- | ---------------------------- | ----------------------------------------------------- | -------- | ----------- |
| 2016. augusztus 3.  | Estádio Olímpico João Havelange, Rio de Janeiro | csoportmérkőzés (E. csoport) | Svéd női labdarúgó-válogatott–Dél-afrikai Köztársaság | 1 – 0    | 13 439      |
| 2016. augusztus 9.  | Arena da Amazônia, Manaus                       | csoportmérkőzés (G. csoport) | Kolumbia–Amerikai Egyesült Államok                    | 2 – 2    | 30 557      |
| 2016. augusztus 19. | Arena de São Paulo, São Paulo                   | bronzmérkőzés                | Brazil női labdarúgó-válogatott–Kanada                | 1 – 2    | 39 718      |

A 2014-es Algarve-kupa labdarúgó tornán a FIFA JB játékvezetőként vette igénybe szolgálatát. 
| Időpont           | Helyszín              | Mérkőzés típusa              | Mérkőzés                                                         | Eredmény |
| ----------------- | --------------------- | ---------------------------- | ---------------------------------------------------------------- | -------- |
| 2014. március 7.  | Városi Stadion, Lagos | csoportmérkőzés (A. csoport) | Norvég női labdarúgó-válogatott–Izlandi női labdarúgó-válogatott | 1 – 2    |
| 2014. március 10. | Algarve Stadion, Faro | csoportmérkőzés (B. csoport) | Japán–Svéd női labdarúgó-válogatott                              | 1 – 2    |

Az UEFA JB küldésére vezette az UEFA Női Bajnokok Ligája döntőt.
| Időpont         | Helyszín                | Mérkőzés típusa | Mérkőzés                         | Eredmény | Nézők száma |
| --------------- | ----------------------- | --------------- | -------------------------------- | -------- | ----------- |
| 2013. május 16. | Stamford Bridge, London | döntő           | VfL Wolfsburg–Olympique Lyonnais | 1 – 0    | 19 278      |

2013-ban a Nemzetközi Labdarúgás-történeti és -statisztikai Szövetség (IFFHS) az év tíz legjobb női labdarúgó-játékvezetője közé rangsorolta. 2013-ban Cristina Dorcioman mögött a 8. helyen végzett.